# Пхеньянский институт лёгкой промышленности имени Хан Док Су
Пхеньянский институт лёгкой промышленности имени Хан Док Су — высшее учебное заведение в Пхеньяне (КНДР).
Создан в сентябре 1959. Имя Хан Док Су (первого председателя Ассоциации корейских граждан в Японии) присвоено в 1995.
Факультеты:
- технологии обработки пищепродуктов,
- текстильной технологии,
- бытовой химической технологии,
- машиноведения
- бумажной технологии.

В институте более 40 кафедр, научно-исследовательский институт и докторантура, учебная мастерская и аналитическая лаборатория.